# Olimpiai érmesek listája sífutásban
Ez a lap az olimpiai érmesek listája sífutásban 1924-től 2022-ig.

## Összesített éremtáblázat
(A táblázatokban Magyarország és a rendező nemzet sportolói eltérő háttérszínnel, az egyes számoszlopok legmagasabb értéke vagy értékei vastagítással kiemelve.)
| A téli olimpiai játékok összesített éremtáblázata sífutásban | A téli olimpiai játékok összesített éremtáblázata sífutásban | A téli olimpiai játékok összesített éremtáblázata sífutásban | A téli olimpiai játékok összesített éremtáblázata sífutásban | A téli olimpiai játékok összesített éremtáblázata sífutásban | Olimpia  |
| ------------------------------------------------------------ | ------------------------------------------------------------ | ------------------------------------------------------------ | ------------------------------------------------------------ | ------------------------------------------------------------ | -------- |
|                                                              | Ország                                                       | Arany                                                        | Ezüst                                                        | Bronz                                                        | Összesen |
| 1.                                                           | Norvégia (NOR)                                               | 52                                                           | 43                                                           | 34                                                           | 129      |
| 2.                                                           | Svédország (SWE)                                             | 32                                                           | 27                                                           | 25                                                           | 84       |
| 3.                                                           | Szovjetunió (URS)                                            | 25                                                           | 22                                                           | 21                                                           | 68       |
| 4.                                                           | Finnország (FIN)                                             | 22                                                           | 27                                                           | 37                                                           | 86       |
| 5.                                                           | Oroszország (RUS)                                            | 14                                                           | 10                                                           | 9                                                            | 33       |
| 6.                                                           | Olaszország (ITA)                                            | 9                                                            | 14                                                           | 13                                                           | 36       |
| 7.                                                           | Kínai Köztársaság (ROC)                                      | 4                                                            | 4                                                            | 3                                                            | 11       |
| 8.                                                           | Észtország (EST)                                             | 4                                                            | 2                                                            | 1                                                            | 7        |
| 9.                                                           | Svájc (SUI)                                                  | 4                                                            | 0                                                            | 4                                                            | 8        |
| 10.                                                          | Egyesített Csapat (EUN)                                      | 3                                                            | 2                                                            | 4                                                            | 9        |
| 11.                                                          | Németország (GER)                                            | 3                                                            | 10                                                           | 4                                                            | 17       |
| 12.                                                          | Lengyelország (POL)                                          | 2                                                            | 1                                                            | 2                                                            | 5        |
| 13.                                                          | NDK (GDR)                                                    | 2                                                            | 1                                                            | 1                                                            | 4        |
| 14.                                                          | Kanada (CAN)                                                 | 2                                                            | 1                                                            | 0                                                            | 3        |
| 15.                                                          | Csehország (CZE)                                             | 1                                                            | 5                                                            | 3                                                            | 9        |
| 16.                                                          | Ausztria (AUT)                                               | 1                                                            | 2                                                            | 3                                                            | 6        |
| 17.                                                          | Egyesült Államok (USA)                                       | 1                                                            | 2                                                            | 1                                                            | 4        |
| 17.                                                          | Kazahsztán (KAZ)                                             | 1                                                            | 2                                                            | 1                                                            | 4        |
|                                                              |                                                              |                                                              |                                                              |                                                              |          |
| 19.                                                          | Olimpikonok Oroszországból (OAR)                             | 0                                                            | 3                                                            | 5                                                            | 8        |
| 20.                                                          | Csehszlovákia (TCH)                                          | 0                                                            | 1                                                            | 4                                                            | 5        |
| 20.                                                          | Franciaország (FRA)                                          | 0                                                            | 1                                                            | 4                                                            | 5        |
|                                                              |                                                              |                                                              |                                                              |                                                              |          |
| 22.                                                          | Szlovénia (SLO)                                              | 0                                                            | 0                                                            | 2                                                            | 2        |
| 23.                                                          | Bulgária (BUL)                                               | 0                                                            | 0                                                            | 1                                                            | 1        |
|                                                              |                                                              |                                                              |                                                              |                                                              |          |
| Összesen                                                     | Összesen                                                     | 182                                                          | 180                                                          | 182                                                          | 544      |

## Férfiak

### 10 km
| Olimpia           | Arany                          | Ezüst                                 | Bronz                               |
| 1992, Albertville | Vegard Ulvang · Norvégia (NOR) | Marco Albarello · Olaszország (ITA)   | Christer Majbäck · Svédország (SWE) |
| 1994, Lillehammer | Bjørn Dæhlie · Norvégia (NOR)  | Vlagyimir Szmirnov · Kazahsztán (KAZ) | Marco Albarello · Olaszország (ITA) |
| 1998, Nagano      | Bjørn Dæhlie · Norvégia (NOR)  | Markus Gandler · Ausztria (AUT)       | Mika Myllylä · Finnország (FIN)     |

### 15 km
| Olimpia                 | Arany                                    | Ezüst                                                              | Bronz                                               |
| 1956, Cortina d’Ampezzo | Hallgeir Brenden · Norvégia (NOR)        | Sixten Jernberg · Svédország (SWE)                                 | Pavel Kolcsin · Szovjetunió (URS)                   |
| 1960, Squaw Valley      | Haakon Brusveen · Norvégia (NOR)         | Sixten Jernberg · Svédország (SWE)                                 | Veikko Hakulinen · Finnország (FIN)                 |
| 1964, Innsbruck         | Eero Mäntyranta · Finnország (FIN)       | Harald Grønningen · Norvégia (NOR)                                 | Sixten Jernberg · Svédország (SWE)                  |
| 1968, Grenoble          | Harald Grønningen · Norvégia (NOR)       | Eero Mäntyranta · Finnország (FIN)                                 | Gunnar Larsson · Svédország (SWE)                   |
| 1972, Szapporo          | Sven-Åke Lundbäck · Svédország (SWE)     | Fjodor Szimasev · Szovjetunió (URS)                                | Ivar Formo · Norvégia (NOR)                         |
| 1976, Innsbruck         | Nyikolaj Bazsukov · Szovjetunió (URS)    | Jevgenyij Beljajev · Szovjetunió (URS)                             | Arto Koivisto · Finnország (FIN)                    |
| 1980, Lake Placid       | Thomas Wassberg · Svédország (SWE)       | Juha Mieto · Finnország (FIN)                                      | Ove Aunli · Norvégia (NOR)                          |
| 1984, Szarajevó         | Gunde Svan · Svédország (SWE)            | Aki Karvonen · Finnország (FIN)                                    | Harri Kirvesniemi · Finnország (FIN)                |
| 1988, Calgary           | Mihail Gyevjatyjarov · Szovjetunió (URS) | Pål Gunnar Mikkelsplass · Norvégia (NOR)                           | Vlagyimir Szmirnov · Szovjetunió (URS)              |
| 1992–1998               | Nem szerepelt az olimpiai programban     | Nem szerepelt az olimpiai programban                               | Nem szerepelt az olimpiai programban                |
| 2002, Salt Lake City    | Andrus Veerpalu · Észtország (EST)       | Frode Estil · Norvégia (NOR)                                       | Jaak Mae · Észtország (EST)                         |
| 2006, Torino            | Andrus Veerpalu · Észtország (EST)       | Lukáš Bauer · Csehország (CZE)                                     | Tobias Angerer · Németország (GER)                  |
| 2010, Vancouver         | Dario Cologna · Svájc (SUI)              | Pietro Piller Cottrer · Olaszország (ITA)                          | Lukáš Bauer · Csehország (CZE)                      |
| 2014, Szocsi            | Dario Cologna · Svájc (SUI)              | Johan Olsson · Svédország (SWE)                                    | Daniel Richardsson · Svédország (SWE)               |
| 2018, Phjongcshang      | Dario Cologna · Svájc (SUI)              | Simen Hegstad Krüger · Norvégia (NOR)                              | Gyenyisz Szpicov · Olimpikonok Oroszországból (OAR) |
| 2022, Peking            | Iivo Niskanen · Finnország (FIN)         | Alekszandr Bolsunov · Az Orosz Olimpiai Bizottság versenyzői (ROC) | Johannes Høsflot Klæbo · Norvégia (NOR)             |

### 18 km
| Olimpia                      | Arany                                 | Ezüst                                 | Bronz                              |
| 1924, Chamonix               | Thorleif Haug · Norvégia (NOR)        | Johan Grøttumsbråten · Norvégia (NOR) | Tapani Niku · Finnország (FIN)     |
| 1928, St. Moritz             | Johan Grøttumsbråten · Norvégia (NOR) | Ole Hegge · Norvégia (NOR)            | Reidar Ødegaard · Norvégia (NOR)   |
| 1932, Lake Placid            | Sven Utterström · Svédország (SWE)    | Axel Wikström · Svédország (SWE)      | Veli Saarinen · Finnország (FIN)   |
| 1936, Garmisch-Partenkirchen | Erik Larsson · Svédország (SWE)       | Oddbjørn Hagen · Norvégia (NOR)       | Pekka Niemi · Finnország (FIN)     |
| 1948, St. Moritz             | Martin Lundström · Svédország (SWE)   | Nils Östensson · Svédország (SWE)     | Gunnar Eriksson · Svédország (SWE) |
| 1952, Oslo                   | Hallgeir Brenden · Norvégia (NOR)     | Tapio Mäkelä · Finnország (FIN)       | Paavo Lonkila · Finnország (FIN)   |

### 30 km
| Olimpia                 | Arany                                     | Ezüst                                   | Bronz                                |
| 1956, Cortina d’Ampezzo | Veikko Hakulinen · Finnország (FIN)       | Sixten Jernberg · Svédország (SWE)      | Pavel Kolcsin · Szovjetunió (URS)    |
| 1960, Squaw Valley      | Sixten Jernberg · Svédország (SWE)        | Rolf Rämgård · Svédország (SWE)         | Nyikolaj Anyikin · Szovjetunió (URS) |
| 1964, Innsbruck         | Eero Mäntyranta · Finnország (FIN)        | Harald Grønningen · Norvégia (NOR)      | Igor Voroncsihin · Szovjetunió (URS) |
| 1968, Grenoble          | Franco Nones · Olaszország (ITA)          | Odd Martinsen · Norvégia (NOR)          | Eero Mäntyranta · Finnország (FIN)   |
| 1972, Szapporo          | Vjacseszlav Vegyenyin · Szovjetunió (URS) | Pål Tyldum · Norvégia (NOR)             | Johs Harviken · Norvégia (NOR)       |
| 1976, Innsbruck         | Szergej Szaveljev · Szovjetunió (URS)     | Bill Koch · Egyesült Államok (USA)      | Ivan Garanyin · Szovjetunió (URS)    |
| 1980, Lake Placid       | Nyikolaj Zimjatov · Szovjetunió (URS)     | Vaszilij Rocsev · Szovjetunió (URS)     | Ivan Lebanov · Bulgária (BUL)        |
| 1984, Szarajevó         | Nyikolaj Zimjatov · Szovjetunió (URS)     | Alekszandr Zavjalov · Szovjetunió (URS) | Gunde Svan · Svédország (SWE)        |
| 1988, Calgary           | Alekszej Prokurorov · Szovjetunió (URS)   | Vlagyimir Szmirnov · Szovjetunió (URS)  | Vegard Ulvang · Norvégia (NOR)       |
| 1992, Albertville       | Vegard Ulvang · Norvégia (NOR)            | Bjørn Dæhlie · Norvégia (NOR)           | Terje Langli · Norvégia (NOR)        |
| 1994, Lillehammer       | Thomas Alsgaard · Norvégia (NOR)          | Bjørn Dæhlie · Norvégia (NOR)           | Mika Myllylä · Finnország (FIN)      |
| 1998, Nagano            | Mika Myllylä · Finnország (FIN)           | Erling Jevne · Norvégia (NOR)           | Silvio Fauner · Olaszország (ITA)    |
| 2002, Salt Lake City    | Christian Hoffman · Ausztria (AUT)        | Mikhail Botwinov · Ausztria (AUT)       | Kristen Skjeldal · Norvégia (NOR)    |

### 50 km
| Olimpia                      | Arany                                                              | Ezüst                                                          | Bronz                                            |
| 1924, Chamonix               | Thorleif Haug · Norvégia (NOR)                                     | Thoralf Strømstad · Norvégia (NOR)                             | Johan Grøttumsbråten · Norvégia (NOR)            |
| 1928, St. Moritz             | Per Erik Hedlund · Svédország (SWE)                                | Gustaf Jonsson · Svédország (SWE)                              | Volger Andersson · Svédország (SWE)              |
| 1932, Lake Placid            | Veli Saarinen · Finnország (FIN)                                   | Väinö Liikkanen · Finnország (FIN)                             | Arne Rustadstuen · Norvégia (NOR)                |
| 1936, Garmisch-Partenkirchen | Elis Wiklund · Svédország (SWE)                                    | Axel Wikström · Svédország (SWE)                               | Nils-Joel Englund · Svédország (SWE)             |
| 1948, St. Moritz             | Nils Karlsson · Svédország (SWE)                                   | Harald Eriksson · Svédország (SWE)                             | Benjamin Vanninen · Finnország (FIN)             |
| 1952, Oslo                   | Veikko Hakulinen · Finnország (FIN)                                | Eero Kolehmainen · Finnország (FIN)                            | Magnar Estenstad · Norvégia (NOR)                |
| 1956, Cortina d’Ampezzo      | Sixten Jernberg · Svédország (SWE)                                 | Veikko Hakulinen · Finnország (FIN)                            | Fjodor Tyerentyjev · Szovjetunió (URS)           |
| 1960, Squaw Valley           | Kalevi Hämäläinen · Finnország (FIN)                               | Veikko Hakulinen · Finnország (FIN)                            | Rolf Rämgård · Svédország (SWE)                  |
| 1964, Innsbruck              | Sixten Jernberg · Svédország (SWE)                                 | Assar Rönnlund · Svédország (SWE)                              | Arto Tiainen · Finnország (FIN)                  |
| 1968, Grenoble               | Ole Ellefsæter · Norvégia (NOR)                                    | Vjacseszlav Vegyenyin · Szovjetunió (URS)                      | Josef Haas · Svájc (SUI)                         |
| 1972, Szapporo               | Pål Tyldum · Norvégia (NOR)                                        | Magne Myrmo · Norvégia (NOR)                                   | Vjacseszlav Vegyenyin · Szovjetunió (URS)        |
| 1976, Innsbruck              | Ivar Formo · Norvégia (NOR)                                        | Gert-Dietmar Klause · NDK (GDR)                                | Benny Södergren · Svédország (SWE)               |
| 1980, Lake Placid            | Nyikolaj Zimjatov · Szovjetunió (URS)                              | Juha Mieto · Finnország (FIN)                                  | Alekszandr Zavjalov · Szovjetunió (URS)          |
| 1984, Szarajevó              | Thomas Wassberg · Svédország (SWE)                                 | Gunde Svan · Svédország (SWE)                                  | Aki Karvonen · Finnország (FIN)                  |
| 1988, Calgary                | Gunde Svan · Svédország (SWE)                                      | Maurilio De Zolt · Olaszország (ITA)                           | Andy Grünenfelder · Svájc (SUI)                  |
| 1992, Albertville            | Bjørn Dæhlie · Norvégia (NOR)                                      | Maurilio De Zolt · Olaszország (ITA)                           | Giorgio Vanzetta · Olaszország (ITA)             |
| 1994, Lillehammer            | Vlagyimir Szmirnov · Kazahsztán (KAZ)                              | Mika Myllylä · Finnország (FIN)                                | Sture Sivertsen · Norvégia (NOR)                 |
| 1998, Nagano                 | Bjørn Dæhlie · Norvégia (NOR)                                      | Niklas Jonsson · Svédország (SWE)                              | Christian Hoffmann · Ausztria (AUT)              |
| 2002, Salt Lake City         | Mihail Ivanov · Oroszország (RUS)                                  | Andrus Veerpalu · Észtország (EST)                             | Odd-Bjørn Hjelmeset · Norvégia (NOR)             |
| 2006, Torino                 | Giorgio Di Centa · Olaszország (ITA)                               | Jevgenyij Gyementyjev · Oroszország (RUS)                      | Mikhail Botwinov · Ausztria (AUT)                |
| 2010, Vancouver              | Petter Northug · Norvégia (NOR)                                    | Axel Teichmann · Németország (GER)                             | Johan Olsson · Svédország (SWE)                  |
| 2014, Szocsi                 | Alekszandr Ljogkov · Oroszország (RUS)                             | Makszim Vilegzsanyin · Oroszország (RUS)                       | Ilja Csernouszov · Oroszország (RUS)             |
| 2018, Phjongcshang           | Iivo Niskanen · Finnország (FIN)                                   | Alekszandr Bolsunov · Olimpikonok Oroszországból (OAR)         | Andrej Larkov · Olimpikonok Oroszországból (OAR) |
| 2022, Peking                 | Alekszandr Bolsunov · Az Orosz Olimpiai Bizottság versenyzői (ROC) | Ivan Jakimuskin · Az Orosz Olimpiai Bizottság versenyzői (ROC) | Simen Hegstad Krüger · Norvégia (NOR)            |

### 4 × 10 km-es váltó
| Olimpia                      | Arany | Ezüst | Bronz                                                                                                   |
| 1936, Garmisch-Partenkirchen | Finnország (FIN) · Sulo Nurmela · Klaes Karppinen · Matti Lähde · Källe Jalkanen                                                 | Norvégia (NOR) · Oddbjørn Hagen · Olaf Hoffsbakken · Sverre Brodahl · Bjarne Iversen                          | Svédország (SWE) · John Berger · Erik Larsson · Arthur Häggblad · Martin Matsbo                         |
| 1948, St. Moritz             | Svédország (SWE) · Nils Östensson · Nils Täpp · Gunnar Eriksson · Martin Lundström                                               | Finnország (FIN) · Lauri Silvennoinen · Teuvo Laukkanen · Sauli Rytky · August Kiuru                          | Norvégia (NOR) · Erling Evensen · Olav Økern · Reidar Nyborg · Olav Hagen                               |
| 1952, Oslo                   | Finnország (FIN) · Heikki Hasu · Paavo Lonkila · Urpo Korhonen · Tapio Mäkelä                                                    | Norvégia (NOR) · Magnar Estenstad · Mikal Kirkholt · Martin Stokken · Hallgeir Brenden                        | Svédország (SWE) · Nils Täpp · Sigurd Andersson · Enar Josefsson · Martin Lundström                     |
| 1956, Cortina d’Ampezzo      | Szovjetunió (URS) · Fjodor Tyerentyjev · Pavel Kolcsin · Nyikolaj Anyikin · Vlagyimir Kuzin                                      | Finnország (FIN) · August Kiuru · Jorma Kortelainen · Arvo Viitanen · Veikko Hakulinen                        | Svédország (SWE) · Lennart Larsson · Gunnar Samuelsson · Per-Erik Larsson · Sixten Jernberg             |
| 1960, Squaw Valley           | Finnország (FIN) · Toimi Alatalo · Eero Mäntyranta · Väinö Huhtala · Veikko Hakulinen                                            | Norvégia (NOR) · Harald Grønningen · Hallgeir Brenden · Einar Østby · Haakon Brusveen                         | Szovjetunió (URS) · Anatolij Seljuhin · Gennagyij Vaganov · Alekszej Kuznyecov · Nyikolaj Anyikinin     |
| 1964, Innsbruck              | Svédország (SWE) · Karl-Åke Asph · Sixten Jernberg · Janne Stefansson · Assar Rönnlund                                           | Finnország (FIN) · Väinö Huhtala · Arto Tiainen · Kalevi Laurila · Eero Mäntyranta                            | Szovjetunió (URS) · Ivan Utrobin · Gennagyij Vaganov · Igor Voroncsihin · Pavel Kolcsin                 |
| 1968, Grenoble               | Norvégia (NOR) · Odd Martinsen · Pål Tyldum · Harald Grønningen · Ole Ellefsæter                                                 | Svédország (SWE) · Jan Halvarsson · Bjarne Andersson · Gunnar Larsson · Assar Rönnlund                        | Finnország (FIN) · Kalevi Oikarainen · Hannu Taipale · Kalevi Laurila · Eero Mäntyranta                 |
| 1972, Szapporo               | Szovjetunió (URS) · Vlagyimir Voronkov · Jurij Szkobov · Fjodor Szimasev · Vjacseszlav Vegyenyin                                 | Norvégia (NOR) · Oddvar Brå · Pål Tyldum · Ivar Formo · Johs Harviken                                         | Svájc (SUI) · Alfred Kälin · Albert Giger · Alois Kälin · Eduard Hauser                                 |
| 1976, Innsbruck              | Finnország (FIN) · Matti Pitkänen · Juha Mieto · Pertti Teurajärvi · Arto Koivisto                                               | Norvégia (NOR) · Pål Tyldum · Einar Sagstuen · Ivar Formo · Odd Martinsen                                     | Szovjetunió (URS) · Jevgenyij Beljajev · Nyikolaj Bazsukov · Szergej Szaveljev · Ivan Garanyin          |
| 1980, Lake Placid            | Szovjetunió (URS) · Vaszilij Rocsev · Nyikolaj Bazsukov · Jevgenyij Beljajev · Nyikolaj Zimjatov                                 | Norvégia (NOR) · Lars-Erik Eriksen · Per Knut Aaland · Ove Aunli · Oddvar Brå                                 | Finnország (FIN) · Harri Kirvesniemi · Pertti Teurajärvi · Matti Pitkänen · Juha Mieto                  |
| 1984, Szarajevó              | Svédország (SWE) · Thomas Wassberg · Benny Tord Kohlberg · Jan Ottosson · Gunde Svan                                             | Szovjetunió (URS) · Olekszandr Batyuk · Alekszandr Zavjalov · Vlagyimir Nyikityin · Nyikolaj Zimjatov         | Finnország (FIN) · Kari Ristanen · Juha Mieto · Harri Kirvesniemi · Aki Karvonen                        |
| 1988, Calgary                | Svédország (SWE) · Jan Ottosson · Thomas Wassberg · Gunde Svan · Torgny Mogren                                                   | Szovjetunió (URS) · Vlagyimir Szmirnov · Vlagyimir Szahnov · Mihail Gyevjatyjarov · Alekszej Prokurorov       | Csehszlovákia (TCH) · Radim Nyč · Václav Korunka · Pavel Benc · Ladislav Švanda                         |
| 1992, Albertville            | Norvégia (NOR) · Terje Langli · Vegard Ulvang · Kristen Skjeldal · Bjørn Dæhlie                                                  | Olaszország (ITA) · Giuseppe Pulie · Marco Albarello · Giorgio Vanzetta · Silvio Fauner                       | Finnország (FIN) · Mika Kuusisto · Harri Kirvesniemi · Jari Räsänen · Jari Isometsä                     |
| 1994, Lillehammer            | Olaszország (ITA) · Maurilio De Zolt · Marco Albarello · Giorgio Vanzetta · Silvio Fauner                                        | Norvégia (NOR) · Sture Sivertsen · Vegard Ulvang · Thomas Alsgaard · Bjørn Dæhlie                             | Finnország (FIN) · Mika Myllylä · Harri Kirvesniemi · Jari Räsänen · Jari Isometsä                      |
| 1998, Nagano                 | Norvégia (NOR) · Sture Sivertsen · Erling Jevne · Bjørn Dæhlie · Thomas Alsgaard                                                 | Olaszország (ITA) · Marco Albarello · Fulvio Valbusa · Fabio Maj · Silvio Fauner                              | Finnország (FIN) · Harri Kirvesniemi · Mika Myllylä · Sami Repo · Jari Isometsä                         |
| 2002, Salt Lake City         | Norvégia (NOR) · Anders Aukland · Frode Estil · Kristen Skjeldal · Thomas Alsgaard                                               | Olaszország (ITA) · Fabio Maj · Giorgio di Centa · Pietro Piller Cottrer · Cristian Zorzi                     | Németország (GER) · Jens Filbrich · Andreas Schlütter · Tobias Angerer · René Sommerfeldt               |
| 2006, Torino                 | Olaszország (ITA) · Fulvio Valbusa · Giorgio di Centa · Pietro Piller Cottrer · Cristian Zorzi                                   | Németország (GER) · Andreas Schlütter · Jens Filbrich · René Sommerfeldt · Tobias Angerer                     | Svédország (SWE) · Mats Larsson · Johan Olsson · Anders Södergren · Mathias Fredriksson                 |
| 2010, Vancouver              | Svédország (SWE) · Daniel Rickardsson · Johan Olsson · Anders Södergren · Marcus Hellner                                         | Norvégia (NOR) · Martin Johnsrud Sundby · Odd-Bjørn Hjelmeset · Lars Berger · Petter Northug                  | Csehország (CZE) · Martin Jakš · Lukáš Bauer · Jiří Magál · Martin Koukal                               |
| 2014, Szocsi                 | Svédország (SWE) · Lars Nelson · Daniel Richardsson · Johan Olsson · Marcus Hellner                                              | Oroszország (RUS) · Dmitrij Japarov · Alekszandr Besszmertnih · Alekszandr Ljogkov · Makszim Vilegzsanyin     | Franciaország (FRA) · Jean-Marc Gaillard · Maurice Manificat · Robin Duvillard · Ivan Perrillat Boiteux |
| 2018, Phjongcshang           | Norvégia (NOR) · Didrik Tønseth · Martin Johnsrud Sundby · Simen Hegstad Krüger · Johannes Høsflot Klæbo                         | Olimpikonok Oroszországból (OAR) · Andrej Larkov · Aleksandr Bolshunov · Alexey Chervotkin · Gyenyisz Szpicov | Franciaország (FRA) · Jean-Marc Gaillard · Maurice Manificat · Clément Parisse · Adrien Backscheider    |
| 2022, Peking                 | Az Orosz Olimpiai Bizottság versenyzői (ROC) · Alekszej Cservotkin · Alekszandr Bolsunov · Gyenyisz Szpicov · Szergej Usztyjugov | Norvégia (NOR) · Emil Iversen · Pål Golberg · Hans Christer Holund · Johannes Høsflot Klæbo                   | Franciaország (FRA) · Richard Jouve · Hugo Lapalus · Clément Parisse · Maurice Manificat                |

### Üldözőverseny
| Olimpia                                                                | Arany                                                              | Ezüst                                                           | Bronz                                     |
| 10 km klasszikus egyenkénti indításos + 15 km szabad stílusú üldözéses |                                                                    |                                                                 |                                           |
| 1992, Albertville                                                      | Bjørn Dæhlie · Norvégia (NOR)                                      | Vegard Ulvang · Norvégia (NOR)                                  | Giorgio Vanzetta · Olaszország (ITA)      |
| 1994, Lillehammer                                                      | Bjørn Dæhlie · Norvégia (NOR)                                      | Vlagyimir Szmirnov · Kazahsztán (KAZ)                           | Silvio Fauner · Olaszország (ITA)         |
| 1998, Nagano                                                           | Thomas Alsgaard · Norvégia (NOR)                                   | Bjørn Dæhlie · Norvégia (NOR)                                   | Vlagyimir Szmirnov · Kazahsztán (KAZ)     |
| 10 km klasszikus egyenkénti indításos + 10 km szabad stílusú üldözéses |                                                                    |                                                                 |                                           |
| 2002, Salt Lake City                                                   | Thomas Alsgaard · Norvégia (NOR)                                   | Nem adták ki                                                    | Per Elofsson · Svédország (SWE)           |
| 2002, Salt Lake City                                                   | Frode Estil · Norvégia (NOR)                                       | Nem adták ki                                                    | Per Elofsson · Svédország (SWE)           |
| 15 km klasszikus, majd 15 km szabad stílus                             |                                                                    |                                                                 |                                           |
| 2006, Torino                                                           | Jevgenyij Gyementyjev · Oroszország (RUS)                          | Frode Estil · Norvégia (NOR)                                    | Pietro Piller Cottrer · Olaszország (ITA) |
| 2010, Vancouver                                                        | Marcus Hellner · Svédország (SWE)                                  | Tobias Angerer · Németország (GER)                              | Johan Olsson · Svédország (SWE)           |
| 2014, Szocsi                                                           | Dario Cologna · Svájc (SUI)                                        | Marcus Hellner · Svédország (SWE)                               | Martin Johnsrud Sundby · Norvégia (NOR)   |
| 2018, Phjongcshang                                                     | Simen Hegstad Krüger · Norvégia (NOR)                              | Martin Johnsrud Sundby · Norvégia (NOR)                         | Hans Christer Holund · Norvégia (NOR)     |
| 2022, Peking                                                           | Alekszandr Bolsunov · Az Orosz Olimpiai Bizottság versenyzői (ROC) | Gyenyisz Szpicov · Az Orosz Olimpiai Bizottság versenyzői (ROC) | Iivo Niskanen · Finnország (FIN)          |

### Sprint
| Olimpia                  | Arany                                   | Ezüst                                       | Bronz                                                                |
| 1,5 km klasszikus stílus |                                         |                                             |                                                                      |
| 2002, Salt Lake City     | Tor Arne Hetland · Norvégia (NOR)       | Peter Schlickenrieder · Németország (GER)   | Cristian Zorzi · Olaszország (ITA)                                   |
| 1,35 km szabad stílus    |                                         |                                             |                                                                      |
| 2006, Torino             | Björn Lind · Svédország (SWE)           | Roddy Darragon · Franciaország (FRA)        | Thobias Fredriksson · Svédország (SWE)                               |
| 1,5 km klasszikus stílus |                                         |                                             |                                                                      |
| 2010, Vancouver          | Nyikita Krjukov · Oroszország (RUS)     | Alekszandr Panzsinszkij · Oroszország (RUS) | Petter Northug · Norvégia (NOR)                                      |
| 1,35 km szabad stílus    |                                         |                                             |                                                                      |
| 2014, Szocsi             | Ola Vigen Hattestad · Norvégia (NOR)    | Teodor Peterson · Svédország (SWE)          | Emil Jönsson · Svédország (SWE)                                      |
| 2018, Phjongcshang       | Johannes Høsflot Klæbo · Norvégia (NOR) | Federico Pellegrino · Olaszország (ITA)     | Alekszandr Bolsunov · Olimpikonok Oroszországból (OAR)               |
| 2022, Peking             | Johannes Høsflot Klæbo · Norvégia (NOR) | Federico Pellegrino · Olaszország (ITA)     | Alekszandr Terentyjev · Az Orosz Olimpiai Bizottság versenyzői (ROC) |

### Csapatsprint
| Olimpia            | Arany                                                            | Ezüst                                                                     | Bronz                                                                                      |
| 2006, Torino       | Svédország (SWE) · Thobias Fredriksson · Björn Lind              | Norvégia (NOR) · Jens Arne Svartedal · Tor Arne Hetland                   | Oroszország (RUS) · Ivan Alipov · Vaszilij Rocsev                                          |
| 2010, Vancouver    | Norvégia (NOR) · Øystein Pettersen · Petter Northug              | Németország (GER) · Tim Tscharnke · Axel Teichmann                        | Oroszország (RUS) · Nyikolaj Morilov · Alekszej Petuhov                                    |
| 2014, Szocsi       | Finnország (FIN) · Iivo Niskanen · Sami Jauhojärvi               | Oroszország (RUS) · Makszim Vilegzsanyin · Nyikita Krjukov                | Svédország (SWE) · Emil Jönsson · Teodor Peterson                                          |
| 2018, Phjongcshang | Norvégia (NOR) · Martin Johnsrud Sundby · Johannes Høsflot Klæbo | Olimpikonok Oroszországból (OAR) · Gyenyisz Szpicov · Aleksandr Bolshunov | Franciaország (FRA) · Maurice Manificat · Richard Jouve                                    |
| 2022, Peking       | Norvégia (NOR) · Erik Valnes · Johannes Høsflot Klæbo            | Finnország (FIN) · Iivo Niskanen · Joni Mäki                              | Az Orosz Olimpiai Bizottság versenyzői (ROC) · Alekszandr Bolsunov · Alekszandr Terentyjev |

### Férfi éremtáblázat
| A téli olimpiai játékok éremtáblázata férfi sífutásban | A téli olimpiai játékok éremtáblázata férfi sífutásban | A téli olimpiai játékok éremtáblázata férfi sífutásban | A téli olimpiai játékok éremtáblázata férfi sífutásban | A téli olimpiai játékok éremtáblázata férfi sífutásban | Olimpia  |
| ------------------------------------------------------ | ------------------------------------------------------ | ------------------------------------------------------ | ------------------------------------------------------ | ------------------------------------------------------ | -------- |
|                                                        | Ország                                                 | Arany                                                  | Ezüst                                                  | Bronz                                                  | Összesen |
| 1.                                                     | Norvégia (NOR)                                         | 36                                                     | 29                                                     | 18                                                     | 83       |
| 2.                                                     | Svédország (SWE)                                       | 23                                                     | 16                                                     | 20                                                     | 59       |
| 3.                                                     | Finnország (FIN)                                       | 13                                                     | 14                                                     | 20                                                     | 47       |
| 4.                                                     | Szovjetunió (URS)                                      | 11                                                     | 8                                                      | 12                                                     | 31       |
| 5.                                                     | Olaszország (ITA)                                      | 4                                                      | 9                                                      | 7                                                      | 20       |
| 6.                                                     | Oroszország (RUS)                                      | 4                                                      | 5                                                      | 3                                                      | 12       |
| 7.                                                     | Svájc (SUI)                                            | 4                                                      | 0                                                      | 3                                                      | 7        |
| 8.                                                     | Kínai Köztársaság (ROC)                                | 3                                                      | 3                                                      | 2                                                      | 8        |
| 9.                                                     | Észtország (EST)                                       | 2                                                      | 1                                                      | 1                                                      | 4        |
| 10.                                                    | Ausztria (AUT)                                         | 1                                                      | 2                                                      | 2                                                      | 5        |
| 11.                                                    | Kazahsztán (KAZ)                                       | 1                                                      | 2                                                      | 1                                                      | 4        |
|                                                        |                                                        |                                                        |                                                        |                                                        |          |
| 12.                                                    | Németország (GER)                                      | 0                                                      | 5                                                      | 2                                                      | 7        |
| 13.                                                    | Olimpikonok Oroszországból (OAR)                       | 0                                                      | 3                                                      | 3                                                      | 6        |
| 14.                                                    | Franciaország (FRA)                                    | 0                                                      | 1                                                      | 4                                                      | 5        |
| 15.                                                    | Csehország (CZE)                                       | 0                                                      | 1                                                      | 2                                                      | 3        |
| 16.                                                    | NDK (GDR)                                              | 0                                                      | 1                                                      | 0                                                      | 1        |
| 16.                                                    | Egyesült Államok (USA)                                 | 0                                                      | 1                                                      | 0                                                      | 1        |
|                                                        |                                                        |                                                        |                                                        |                                                        |          |
| 18.                                                    | Bulgária (BUL)                                         | 0                                                      | 0                                                      | 1                                                      | 1        |
| 18.                                                    | Csehszlovákia (TCH)                                    | 0                                                      | 0                                                      | 1                                                      | 1        |
|                                                        |                                                        |                                                        |                                                        |                                                        |          |
| Összesen                                               | Összesen                                               | 103                                                    | 101                                                    | 102                                                    | 306      |

## Nők

### 5 km
| Olimpia           | Arany                                     | Ezüst                                     | Bronz                                      |
| 1964, Innsbruck   | Klavgyija Bojarszkih · Szovjetunió (URS)  | Mirja Lehtonen · Finnország (FIN)         | Alevtyina Kolcsina · Szovjetunió (URS)     |
| 1968, Grenoble    | Toini Gustafsson · Svédország (SWE)       | Galina Kulakova · Szovjetunió (URS)       | Alevtyina Kolcsina · Szovjetunió (URS)     |
| 1972, Szapporo    | Galina Kulakova · Szovjetunió (URS)       | Marjatta Kajosmaa · Finnország (FIN)      | Helena Šikolová · Csehszlovákia (TCH)      |
| 1976, Innsbruck   | Helena Takalo · Finnország (FIN)          | Raisza Szmetanyina · Szovjetunió (URS)    | Nyina Baldicsova · Szovjetunió (URS)       |
| 1980, Lake Placid | Raisza Szmetanyina · Szovjetunió (URS)    | Hilkka Riihivuori · Finnország (FIN)      | Květa Jeriová · Csehszlovákia (TCH)        |
| 1984, Szarajevó   | Marja-Liisa Hämälainen · Finnország (FIN) | Berit Aunli · Norvégia (NOR)              | Květa Jeriová · Csehszlovákia (TCH)        |
| 1988, Calgary     | Marjo Matikainen · Finnország (FIN)       | Tamara Tyihonova · Szovjetunió (URS)      | Vida Vencienė · Szovjetunió (URS)          |
| 1992, Albertville | Marjut Lukkarinen · Finnország (FIN)      | Ljubov Jegorova · Egyesített Csapat (EUN) | Jelena Välbe · Egyesített Csapat (EUN)     |
| 1994, Lillehammer | Ljubov Jegorova · Oroszország (RUS)       | Manuela Di Centa · Olaszország (ITA)      | Marja-Liisa Kirvesniemi · Finnország (FIN) |
| 1998, Nagano      | Larisza Lazutyina · Oroszország (RUS)     | Kateřina Neumannová · Csehország (CZE)    | Bente Martinsen · Norvégia (NOR)           |

### 10 km
| Olimpia                 | Arany                                     | Ezüst                                   | Bronz                                 |
| 1952, Oslo              | Lydia Wideman · Finnország (FIN)          | Mirja Hietamies · Finnország (FIN)      | Siiri Rantanen · Finnország (FIN)     |
| 1956, Cortina d’Ampezzo | Ljubov Kozireva · Szovjetunió (URS)       | Ragyja Jerosina · Szovjetunió (URS)     | Sonja Edström · Svédország (SWE)      |
| 1960, Squaw Valley      | Marija Guszakova · Szovjetunió (URS)      | Ljubov Kozireva · Szovjetunió (URS)     | Ragyja Jerosina · Szovjetunió (URS)   |
| 1964, Innsbruck         | Klavgyija Bojarszkih · Szovjetunió (URS)  | Jevdokija Meksilo · Szovjetunió (URS)   | Marija Guszakova · Szovjetunió (URS)  |
| 1968, Grenoble          | Toini Gustafsson · Svédország (SWE)       | Berit Mørdre · Norvégia (NOR)           | Inger Aufles · Norvégia (NOR)         |
| 1972, Szapporo          | Galina Kulakova · Szovjetunió (URS)       | Alevtyina Oljunyina · Szovjetunió (URS) | Marjatta Kajosmaa · Finnország (FIN)  |
| 1976, Innsbruck         | Raisza Szmetanyina · Szovjetunió (URS)    | Helena Takalo · Finnország (FIN)        | Galina Kulakova · Szovjetunió (URS)   |
| 1980, Lake Placid       | Barbara Petzold · NDK (GDR)               | Hilkka Riihivuori · Finnország (FIN)    | Helena Takalo · Finnország (FIN)      |
| 1984, Szarajevó         | Marja-Liisa Hämälainen · Finnország (FIN) | Raisza Szmetanyina · Szovjetunió (URS)  | Britt Pettersen · Norvégia (NOR)      |
| 1988, Calgary           | Vida Vencienė · Szovjetunió (URS)         | Raisza Szmetanyina · Szovjetunió (URS)  | Marjo Matikainen · Finnország (FIN)   |
| 1992–1998               | Nem szerepelt az olimpiai programban      | Nem szerepelt az olimpiai programban    | Nem szerepelt az olimpiai programban  |
| 2002, Salt Lake City    | Bente Skari · Norvégia (NOR)              | Julija Csepalova · Oroszország (RUS)    | Stefania Belmondo · Olaszország (ITA) |
| 2006, Torino            | Kristina Šmigun · Észtország (EST)        | Marit Bjørgen · Norvégia (NOR)          | Hilde G. Pedersen · Norvégia (NOR)    |
| 2010, Vancouver         | Charlotte Kalla · Svédország (SWE)        | Kristina Šmigun-Vähi · Észtország (EST) | Marit Bjørgen · Norvégia (NOR)        |
| 2014, Szocsi            | Justyna Kowalczyk · Lengyelország (POL)   | Charlotte Kalla · Svédország (SWE)      | Therese Johaug · Norvégia (NOR)       |
| 2018, Phjongcshang      | Ragnhild Haga · Norvégia (NOR)            | Charlotte Kalla · Svédország (SWE)      | Krista Pärmäkoski · Finnország (FIN)  |
| 2018, Phjongcshang      | Ragnhild Haga · Norvégia (NOR)            | Charlotte Kalla · Svédország (SWE)      | Marit Bjørgen · Norvégia (NOR)        |
| 2022, Peking            | Therese Johaug · Norvégia (NOR)           | Kerttu Niskanen · Finnország (FIN)      | Krista Pärmäkoski · Finnország (FIN)  |

### 15 km
| Olimpia              | Arany                                     | Ezüst                                  | Bronz                                  |
| 1992, Albertville    | Ljubov Jegorova · Egyesített Csapat (EUN) | Marjut Lukkarinen · Finnország (FIN)   | Jelena Välbe · Egyesített Csapat (EUN) |
| 1994, Lillehammer    | Manuela Di Centa · Olaszország (ITA)      | Ljubov Jegorova · Oroszország (RUS)    | Nyina Gavriljuk · Oroszország (RUS)    |
| 1998, Nagano         | Olga Danyilova · Oroszország (RUS)        | Larisza Lazutyina · Oroszország (RUS)  | Anita Moen-Guidon · Norvégia (NOR)     |
| 2002, Salt Lake City | Stefania Belmondo · Olaszország (ITA)     | Kateřina Neumannová · Csehország (CZE) | Julija Csepalova · Oroszország (RUS)   |

### 20 km
| Olimpia         | Arany                                     | Ezüst                                  | Bronz                                  |
| 1984, Szarajevó | Marja-Liisa Hämälainen · Finnország (FIN) | Raisza Szmetanyina · Szovjetunió (URS) | Anne Jahren · Norvégia (NOR)           |
| 1988, Calgary   | Tamara Tyihonova · Szovjetunió (URS)      | Anfisza Rezcova · Szovjetunió (URS)    | Raisza Szmetanyina · Szovjetunió (URS) |

### 30 km
| Olimpia              | Arany                                   | Ezüst                                     | Bronz                                      |
| 1992, Albertville    | Stefania Belmondo · Olaszország (ITA)   | Ljubov Jegorova · Egyesített Csapat (EUN) | Jelena Välbe · Egyesített Csapat (EUN)     |
| 1994, Lillehammer    | Manuela Di Centa · Olaszország (ITA)    | Marit Wold · Norvégia (NOR)               | Marja-Liisa Kirvesniemi · Finnország (FIN) |
| 1998, Nagano         | Julija Csepalova · Oroszország (RUS)    | Stefania Belmondo · Olaszország (ITA)     | Larisza Lazutyina · Oroszország (RUS)      |
| 2002, Salt Lake City | Gabriella Paruzzi · Olaszország (ITA)   | Stefania Belmondo · Olaszország (ITA)     | Bente Skari · Norvégia (NOR)               |
| 2006, Torino         | Kateřina Neumannová · Csehország (CZE)  | Julija Csepalova · Oroszország (RUS)      | Justyna Kowalczyk · Lengyelország (POL)    |
| 2010, Vancouver      | Justyna Kowalczyk · Lengyelország (POL) | Marit Bjørgen · Norvégia (NOR)            | Aino-Kaisa Saarinen · Finnország (FIN)     |
| 2014, Szocsi         | Marit Bjørgen · Norvégia (NOR)          | Therese Johaug · Norvégia (NOR)           | Kristin Størmer Steira · Norvégia (NOR)    |
| 2018, Phjongcshang   | Marit Bjørgen · Norvégia (NOR)          | Krista Pärmäkoski · Finnország (FIN)      | Stina Nilsson · Svédország (SWE)           |
| 2022, Peking         | Therese Johaug · Norvégia (NOR)         | Jessie Diggins · Egyesült Államok (USA)   | Kerttu Niskanen · Finnország (FIN)         |

### 3 × 5 km-es váltó
| Olimpia                 | Arany                                                                             | Ezüst                                                                      | Bronz                                                                   |
| 1956, Cortina d’Ampezzo | Finnország (FIN) · Sirkka Polkunen · Mirja Hietamies · Siiri Rantanen             | Szovjetunió (URS) · Ljubov Kozireva · Alevtyina Kolcsina · Ragyja Jerosina | Svédország (SWE) · Irma Johansson · Anna-Lisa Eriksson · Sonja Edström  |
| 1960, Squaw Valley      | Svédország (SWE) · Irma Johansson · Britt Strandberg · Sonja Edström-Ruthström    | Szovjetunió (URS) · Ragyja Jerosina · Marija Guszakova · Ljubov Kozireva   | Finnország (FIN) · Siiri Rantanen · Eeva Ruoppa · Toini Pöysti          |
| 1964, Innsbruck         | Szovjetunió (URS) · Alevtyina Kolcsina · Jevdokija Meksilo · Klavgyija Bojarszkih | Svédország (SWE) · Barbro Martinsson · Britt Strandberg · Toini Gustafsson | Finnország (FIN) · Senja Pusula · Toini Pöysti · Mirja Lehtonen         |
| 1968, Grenoble          | Norvégia (NOR) · Inger Aufles · Babben Enger Damon · Berit Mørdre                 | Svédország (SWE) · Britt Strandberg · Toini Gustafsson · Barbro Martinsson | Szovjetunió (URS) · Alevtyina Kolcsina · Rita Acskina · Galina Kulakova |
| 1972, Szapporo          | Szovjetunió (URS) · Ljubov Muhacsova · Alevtyina Oljunyina · Galina Kulakova      | Finnország (FIN) · Helena Takalo · Hilkka Riihivuori · Marjatta Kajosmaa   | Norvégia (NOR) · Inger Aufles · Åslaug Dahl · Berit Mørdre              |

### 4 × 5 km-es váltó
| Olimpia              | Arany | Ezüst                                                                                         | Bronz |
| 1976, Innsbruck      | Szovjetunió (URS) · Nyina Baldicsova · Zinaida Amoszova · Raisza Szmetanyina · Galina Kulakova                                 | Finnország (FIN) · Liisa Suihkonen · Marjatta Kajosmaa · Hilkka Riihivuori · Helena Takalo    | NDK (GDR) · Monika Debertshäuser · Sigrun Krause · Barbara Petzold · Veronika Hesse                                     |
| 1980, Lake Placid    | NDK (GDR) · Marlies Rostock · Carola Anding · Veronika Schmidt · Barbara Petzold                                               | Szovjetunió (URS) · Nyina Baldicsova · Nyina Rocseva · Galina Kulakova · Raisza Szmetanyina   | Norvégia (NOR) · Britt Pettersen · Anette Bøe · Marit Myrmæl · Berit Aunli                                              |
| 1984, Szarajevó      | Norvégia (NOR) · Inger Helene Nybråten · Anne Jahren · Britt Pettersen · Berit Aunli                                           | Csehszlovákia (TCH) · Dagmar Švubová · Blanka Paulů · Gabriela Svobodová · Květa Jeriová      | Finnország (FIN) · Pirkko Määttä · Eija Hyytiäinen · Marjo Matikainen · Marja-Liisa Hämälainen                          |
| 1988, Calgary        | Szovjetunió (URS) · Szvetlana Nagejkina · Nyina Gavriljuk · Tamara Tyihonova · Anfisza Rezcova                                 | Norvégia (NOR) · Trude Dybendahl · Marit Wold · Anne Jahren · Marianne Dahlmo                 | Finnország (FIN) · Pirkko Määttä · Marja-Liisa Kirvesniemi · Marjo Matikainen · Jaana Savolainen                        |
| 1992, Albertville    | Egyesített Csapat (EUN) · Jelena Välbe · Raisza Szmetanyina · Larisza Lazutyina · Ljubov Jegorova                              | Norvégia (NOR) · Solveig Pedersen · Inger Helene Nybråten · Trude Dybendahl · Elin Nilsen     | Olaszország (ITA) · Bice Vanzetta · Manuela Di Centa · Gabriella Paruzzi · Stefania Belmondo                            |
| 1994, Lillehammer    | Oroszország (RUS) · Jelena Välbe · Larisza Lazutyina · Nyina Gavriljuk · Ljubov Jegorova                                       | Norvégia (NOR) · Trude Dybendahl · Inger Helene Nybråten · Elin Nilsen · Anita Moen           | Olaszország (ITA) · Bice Vanzetta · Manuela Di Centa · Gabriella Paruzzi · Stefania Belmondo                            |
| 1998, Nagano         | Oroszország (RUS) · Nyina Gavriljuk · Olga Danyilova · Jelena Välbe · Larisza Lazutyina                                        | Norvégia (NOR) · Bente Martinsen · Marit Mikkelsplass · Elin Nilsen · Anita Moen-Guidon       | Olaszország (ITA) · Karin Moroder · Gabriella Paruzzi · Manuela Di Centa · Stefania Belmondo                            |
| 2002, Salt Lake City | Németország (GER) · Manuela Henkel · Viola Bauer · Claudia Künzel · Evi Sachenbacher-Stehle                                    | Norvégia (NOR) · Marit Bjørgen · Bente Skari · Hilde G. Pedersen · Anita Moen                 | Svájc (SUI) · Andrea Huber · Laurence Rochat · Brigitte Albrecht Loretan · Natascia Leonardi Cortesi                    |
| 2006, Torino         | Oroszország (RUS) · Natalja Baranova-Maszalkina · Larisza Kurkina · Julija Csepalova · Jevgenyija Medvegyeva-Arbuzova          | Németország (GER) · Stefanie Böhler · Viola Bauer · Evi Sachenbacher-Stehle · Claudia Künzel  | Olaszország (ITA) · Arianna Follis · Gabriella Paruzzi · Antonella Confortola · Sabina Valbusa                          |
| 2010, Vancouver      | Norvégia (NOR) · Vibeke Skofterud · Therese Johaug · Kristin Størmer Steira · Marit Bjørgen                                    | Németország (GER) · Katrin Zeller · Evi Sachenbacher-Stehle · Miriam Gössner · Claudia Nystad | Finnország (FIN) · Pirjo Muranen · Virpi Kuitunen · Riitta-Liisa Roponen · Aino-Kaisa Saarinen                          |
| 2014, Szocsi         | Svédország (SWE) · Ida Ingemarsdotter · Emma Wikén · Anna Haag · Charlotte Kalla                                               | Finnország (FIN) · Anne Kyllönen · Aino-Kaisa Saarinen · Kerttu Niskanen · Krista Lähteenmäki | Németország (GER) · Nicole Fessel · Stefanie Böhler · Claudia Nystad · Denise Herrmann                                  |
| 2018, Phjongcshang   | Norvégia (NOR) · Ingvild Flugstad Østberg · Astrid Uhrenholdt Jacobsen · Ragnhild Haga · Marit Bjørgen                         | Svédország (SWE) · Anna Haag · Charlotte Kalla · Ebba Andersson · Stina Nilsson               | Olimpikonok Oroszországból (OAR) · Natalja Nyeprjajeva · Julija Belorukova · Anasztaszija Szedova · Anna Necsajevszkaja |
| 2022, Peking         | Az Orosz Olimpiai Bizottság versenyzői (ROC) · Julija Sztupak · Natalja Nyeprjajeva · Tatyjana Szorina · Veronyika Sztyepanova | Németország (GER) · Katherine Sauerbrey · Katharina Hennig · Victoria Carl · Sofie Krehl      | Svédország (SWE) · Maja Dahlqvist · Ebba Andersson · Frida Karlsson · Jonna Sundling                                    |

### Üldözőverseny
| Olimpia                                                               | Arany                                     | Ezüst                                                              | Bronz                                              |
| 5 km klasszikus egyenkénti indításos + 10 km szabad stílusú üldözéses |                                           |                                                                    |                                                    |
| 1992, Albertville                                                     | Ljubov Jegorova · Egyesített Csapat (EUN) | Stefania Belmondo · Olaszország (ITA)                              | Jelena Välbe · Egyesített Csapat (EUN)             |
| 1994, Lillehammer                                                     | Ljubov Jegorova · Oroszország (RUS)       | Manuela Di Centa · Olaszország (ITA)                               | Stefania Belmondo · Olaszország (ITA)              |
| 1998, Nagano                                                          | Larisza Lazutyina · Oroszország (RUS)     | Olga Danyilova · Oroszország (RUS)                                 | Kateřina Neumannová · Csehország (CZE)             |
| 5 km klasszikus egyenkénti indításos + 5 km szabad stílusú üldözéses  |                                           |                                                                    |                                                    |
| 2002, Salt Lake City                                                  | Beckie Scott · Kanada (CAN)               | Kateřina Neumannová · Csehország (CZE)                             | Viola Bauer · Németország (GER)                    |
| 7,5 km klasszikus, majd 7,5 km szabad stílus                          |                                           |                                                                    |                                                    |
| 2006, Torino                                                          | Kristina Šmigun · Észtország (EST)        | Kateřina Neumannová · Csehország (CZE)                             | Jevgenyija Medvegyeva-Arbuzova · Oroszország (RUS) |
| 2010, Vancouver                                                       | Marit Bjørgen · Norvégia (NOR)            | Anna Haag · Svédország (SWE)                                       | Justyna Kowalczyk · Lengyelország (POL)            |
| 2014, Szocsi                                                          | Marit Bjørgen · Norvégia (NOR)            | Charlotte Kalla · Svédország (SWE)                                 | Heidi Weng · Norvégia (NOR)                        |
| 2018, Phjongcshang                                                    | Charlotte Kalla · Svédország (SWE)        | Marit Bjørgen · Norvégia (NOR)                                     | Krista Pärmäkoski · Finnország (FIN)               |
| 2022, Peking                                                          | Therese Johaug · Norvégia (NOR)           | Natalja Nyeprjajeva · Az Orosz Olimpiai Bizottság versenyzői (ROC) | Teresa Stadlober · Ausztria (AUT)                  |

### Sprint
| Olimpia                  | Arany                                   | Ezüst                                     | Bronz                                                |
| 1,5 km klasszikus stílus |                                         |                                           |                                                      |
| 2002, Salt Lake City     | Julija Csepalova · Oroszország (RUS)    | Evi Sachenbacher · Németország (GER)      | Anita Moen · Norvégia (NOR)                          |
| 1,1 km szabad stílus     |                                         |                                           |                                                      |
| 2006, Torino             | Chandra Crawford · Kanada (CAN)         | Claudia Künzel · Németország (GER)        | Aljona Szigyko · Oroszország (RUS)                   |
| 1,5 km klasszikus stílus |                                         |                                           |                                                      |
| 2010, Vancouver          | Marit Bjørgen · Norvégia (NOR)          | Justyna Kowalczyk · Lengyelország (POL)   | Petra Majdič · Szlovénia (SLO)                       |
| 1,1 km szabad stílus     |                                         |                                           |                                                      |
| 2014, Szocsi             | Maiken Caspersen Falla · Norvégia (NOR) | Ingvild Flugstad Østberg · Norvégia (NOR) | Vesna Fabjan · Szlovénia (SLO)                       |
| 2018, Phjongcshang       | Stina Nilsson · Svédország (SWE)        | Maiken Caspersen Falla · Norvégia (NOR)   | Julija Belorukova · Olimpikonok Oroszországból (OAR) |
| 2022, Peking             | Jonna Sundling · Svédország (SWE)       | Maja Dahlqvist · Svédország (SWE)         | Jessie Diggins · Egyesült Államok (USA)              |

### Csapatsprint
| Olimpia            | Arany                                                        | Ezüst                                                    | Bronz                                                                               |
| 2006, Torino       | Svédország (SWE) · Lina Andersson · Anna Dahlberg            | Kanada (CAN) · Sara Renner · Beckie Scott                | Finnország (FIN) · Aino Kaisa Saarinen · Virpi Kuitunen                             |
| 2010, Vancouver    | Németország (GER) · Evi Sachenbacher-Stehle · Claudia Nystad | Svédország (SWE) · Charlotte Kalla · Anna Haag           | Oroszország (RUS) · Irina Hazova · Natalja Korosztyeljova                           |
| 2014, Szocsi       | Norvégia (NOR) · Ingvild Flugstad Østberg · Marit Bjørgen    | Finnország (FIN) · Aino-Kaisa Saarinen · Kerttu Niskanen | Svédország (SWE) · Ida Ingemarsdotter · Stina Nilsson                               |
| 2018, Phjongcshang | Egyesült Államok (USA) · Kikkan Randall · Jessica Diggins    | Svédország (SWE) · Charlotte Kalla · Stina Nilsson       | Norvégia (NOR) · Marit Bjørgen · Maiken Caspersen Falla                             |
| 2022, Peking       | Németország (GER) · Katharina Hennig · Victoria Carl         | Svédország (SWE) · Maja Dahlqvist · Jonna Sundling       | Az Orosz Olimpiai Bizottság versenyzői (ROC) · Julija Sztupak · Natalja Nyeprjajeva |

### Női éremtáblázat
| A téli olimpiai játékok éremtáblázata női sífutásban | A téli olimpiai játékok éremtáblázata női sífutásban | A téli olimpiai játékok éremtáblázata női sífutásban | A téli olimpiai játékok éremtáblázata női sífutásban | A téli olimpiai játékok éremtáblázata női sífutásban | Olimpia  |
| ---------------------------------------------------- | ---------------------------------------------------- | ---------------------------------------------------- | ---------------------------------------------------- | ---------------------------------------------------- | -------- |
|                                                      | Ország                                               | Arany                                                | Ezüst                                                | Bronz                                                | Összesen |
| 1.                                                   | Norvégia (NOR)                                       | 16                                                   | 14                                                   | 16                                                   | 46       |
| 2.                                                   | Szovjetunió (URS)                                    | 14                                                   | 14                                                   | 9                                                    | 37       |
| 3.                                                   | Oroszország (RUS)                                    | 10                                                   | 5                                                    | 6                                                    | 21       |
| 4.                                                   | Svédország (SWE)                                     | 9                                                    | 11                                                   | 5                                                    | 25       |
| 5.                                                   | Finnország (FIN)                                     | 8                                                    | 13                                                   | 17                                                   | 38       |
| 6.                                                   | Olaszország (ITA)                                    | 5                                                    | 5                                                    | 6                                                    | 16       |
| 7.                                                   | Németország (GER)                                    | 3                                                    | 5                                                    | 2                                                    | 10       |
| 8.                                                   | Egyesített Csapat (EUN)                              | 3                                                    | 2                                                    | 4                                                    | 9        |
| 9.                                                   | Lengyelország (POL)                                  | 2                                                    | 1                                                    | 2                                                    | 5        |
| 10.                                                  | Kanada (CAN)                                         | 2                                                    | 1                                                    | 0                                                    | 3        |
| 10.                                                  | Észtország (EST)                                     | 2                                                    | 1                                                    | 0                                                    | 3        |
| 12.                                                  | NDK (GDR)                                            | 2                                                    | 0                                                    | 1                                                    | 3        |
| 13.                                                  | Csehország (CZE)                                     | 1                                                    | 4                                                    | 1                                                    | 6        |
| 14.                                                  | Egyesült Államok (USA)                               | 1                                                    | 1                                                    | 1                                                    | 3        |
| 14.                                                  | Kínai Köztársaság (ROC)                              | 1                                                    | 1                                                    | 1                                                    | 3        |
|                                                      |                                                      |                                                      |                                                      |                                                      |          |
| 16.                                                  | Csehszlovákia (TCH)                                  | 0                                                    | 1                                                    | 3                                                    | 4        |
|                                                      |                                                      |                                                      |                                                      |                                                      |          |
| 17.                                                  | Olimpikonok Oroszországból (OAR)                     | 0                                                    | 0                                                    | 2                                                    | 2        |
| 17.                                                  | Szlovénia (SLO)                                      | 0                                                    | 0                                                    | 2                                                    | 2        |
| 19.                                                  | Ausztria (AUT)                                       | 0                                                    | 0                                                    | 1                                                    | 1        |
| 19.                                                  | Svájc (SUI)                                          | 0                                                    | 0                                                    | 1                                                    | 1        |
|                                                      |                                                      |                                                      |                                                      |                                                      |          |
| Összesen                                             | Összesen                                             | 79                                                   | 79                                                   | 80                                                   | 238      |